# Steve Jenkner

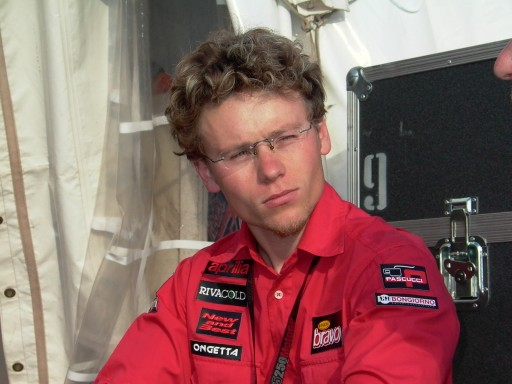
Steve Jenkner op de Phakisa Freeway in 2004.

Steve Jenkner (Lichtenstein, 31 mei 1976) is een Duits motorcoureur.
Jenkner wilde in 1996 met een wildcard zijn debuut maken in de 125cc-klasse van het wereldkampioenschap wegrace in zijn thuisrace op een Aprilia, maar wist zich niet voor de race te kwalificeren. Desondanks maakte hij in 1997 alsnog zijn fulltime debuut in het kampioenschap. Na enkele seizoenen waarin een vijfde plaats in de Grand Prix van Valencia in 1999 zijn beste resultaat was, stapte hij in 2000 over naar een Honda, waarop hij vierde werd in Italië. In 2001 keerde hij terug naar een Aprilia en behaalde zijn eerste podiumplaatsen in de TT van Assen en de Grand Prix van Tsjechië. Nadat hij in 2002 podiumplaatsen behaalde in Spanje, Catalonië, Duitsland, Portugal en de Pacific, behaalde hij in 2003 zijn enige Grand Prix-overwinning tijdens de TT van Assen. In 2004 reed hij zijn laatste seizoen in de 125cc en omdat hij te oud werd voor deze klasse, moest hij in 2005 overstappen naar de 250cc-klasse met een Aprilia. Hij had echter moeite om competitief te zijn in deze klasse en stapte in 2006 over naar het Europees kampioenschap 250cc, waarin hij als elfde eindigde en hierna zijn carrière beëindigde. Na zijn actieve loopbaan als coureur, is hij sinds 2007 testrijder bij verschillende teams, en was in 2008 testrijder van MotoGP-bandenleverancier Bridgestone.